# CS Sedan
Der Club Sportif Sedan Ardennes ist ein französischer Fußballverein aus der im Nordosten, nahe der Grenze zu Belgien gelegenen Stadt Sedan im Département Ardennes.

## Geschichte
Gegründet wurde der Verein 1919 als Union Athlétique Sedan-Torcy. 1953 erstmals in den professionellen Bereich (damals in die Division 2) aufgestiegen, folgte bis Mitte der 1960er Jahre die bisher beste Zeit der Ardennais, die insbesondere im Landespokal auch von zählbaren Erfolgen gekrönt war.
1966 fusionierte Sedan mit dem Racing Club de Paris und hieß RC Paris-Sedan (zwischen beiden Städte liegen rund 250 km!), bis er 1970 seinen heutigen Namen annahm (abgesehen von einem kurzen, fusionsbedingten Zwischenspiel als CS Sedan-Mouzon Ardennes Mitte der 1970er Jahre).
Erstklassig (Division 1, seit 2002 in Ligue 1 umbenannt) spielte der Klub 1955–1971, 1999–2003 und 2006/07. International qualifizierte sich Sedan für die Teilnahme am UEFA-Pokal 2001/02, schied darin jedoch bereits in der ersten Runde aus. Nach dem 2013 aus finanziellen Gründen erfolgten Zwangsabstieg aus der zweiten in die fünfte Liga (CFA2) spielte Sedan in der Saison 2014/15 im viertklassigen Championnat de France Amateur und stieg dann in die drittklassige National (D3) auf.
Aktuell tritt der Verein zur Saison 2025/26 in der nur noch sechstklassigen Regional 1 an und wird von der ehemaligen französischen Nationalspielerin Élise Bussaglia (192 A-Länderspiele/30 Tore) trainiert.
Verein und Spieler werden von Fans und Medien bis ins 21. Jahrhundert durchaus liebevoll als „Die Wildschweine“ (frz.: Les Sangliers) bezeichnet, seit 1956 Zuschauer aus der waldreichen Region zum Pokalendspiel eine ausgewachsene Bache namens „Dudule“ mit in das Stade Olympique Yves-du-Manoir gebracht hatten. Beim Finale 1961 wiederholte sich dies; allerdings hieß das Maskottchen diesmal „Dora“.

## Erfolge
- Französischer Pokalsieger: 1956, 1961

## Europapokalbilanz
| Saison  | Wettbewerb                  | Runde    | Gegner            | Gesamt | Hin     | Rück    |
| ------- | --------------------------- | -------- | ----------------- | ------ | ------- | ------- |
| 1961/62 | Europapokal der Pokalsieger | 1. Runde | Atlético Madrid   | 3:7    | 2:3 (H) | 1:4 (A) |
| 1970/71 | Messestädte-Pokal           | 1. Runde | 1. FC Köln        | 2:5    | 1:5 (A) | 1:0 (H) |
| 2000    | UEFA Intertoto Cup          | 2. Runde | Leiftur           | 6:2    | 3:0 (H) | 3:2 (A) |
| 2000    | UEFA Intertoto Cup          | 3. Runde | VfL Wolfsburg     | 1:2    | 0:0 (H) | 1:2 (A) |
| 2001/02 | UEFA-Pokal                  | 1. Runde | FC Marila Příbram | 3:5    | 0:4 (A) | 3:1 (H) |

Gesamtbilanz: 10 Spiele, 4 Siege, 1 Unentschieden, 5 Niederlagen, 15:21 Tore (Tordifferenz −6)

## Ehemalige Trainer
| - Louis Dugauguez (1948–1974) - Christian Sarramagna (1994–1995) - Bruno Metsu (1995–1998) - Dominique Bathenay (2003–2004) - Roger Lemerre (2016) |

## Bekannte Spieler
| - Louis Dugauguez (1948–1952) - Célestin Oliver (1953–1958) - Pierre Bernard (1957–1961) - Zacharie Noah (1957–1962) - Mohamed Salem (1959–1964) - Roger Lemerre (1961–1969) - Bernard Chiarelli (1962–1963) | - Ivica Osim (1972–1975) - Džoni Novak (1999–2000) - Salif Diao (2000–2002) - Henri Camara (2001–2003) - Lossémy Karaboué (2008–2011) - Geoffrey Lembet (2008–2013, 2019-heute) - Ibrahima Savane (2021-heute) |

## Logohistorie

Union Athlétique Sedan-Torcy (vermutlich <1960)
Union Athlétique Sedan-Torcy (1960er)
Club Sportif Sedan Ardennes (1970er)
Club Sportif Sedan Ardennes (1980er)
CS Sedan (1990–?)